# NGC 6211
NGC 6211 este o galaxie seyfert de tip 2⁠(d) situată în constelația Dragonul. A fost descoperită în 25 iunie 1887 de către Lewis A. Swift.